# Condado de Montgomery (Kentucky)
O Condado de Montgomery é um dos 120 condados do estado americano de Kentucky. A sede do condado é Mount Sterling, e sua maior cidade é Mount Sterling. O condado possui uma área de 515 km² (dos quais 1 km² estão cobertos por água), uma população de 22 554 habitantes, e uma densidade populacional de 44 hab/km² (segundo o censo nacional de 2000). O condado foi fundado em 1797.